# Estación de Vernon
La estación de Vernon es una estación ferroviaria francesa situada en la comuna de Vernon, en la región de Normandía en el noroeste del país. Por ella circulan trenes de media distancia y regionales. Además, los trenes de cercanías de la línea J del Transilien tienen aquí uno de sus terminales.
Con más de un millón de viajeros anuales es la estación más frecuentada del departamento del Eure.

## Historia
La estación fue inaugurada el 1 de mayo de 1843. Poco antes, en 1841 se había puesto en funcionamiento la línea París - Rouen a la que pertenece Vernon. Dicha línea fue electrificada en 1966.

## Descripción
El edificio principal de la estación de planta baja y rectangular tiene un diseño clásico. No así el acceso a la misma dado que ha sido dotado de grandes vidrieras y de un elevado pórtico del que se descuelga un reloj metálico.
Se compone de tres andenes, dos laterales y uno central al que acceden cuatro vías.

## Servicios ferroviarios

### Media distancia
La SNCF ofrece las siguientes líneas de media distancia a través de sus Intercités Normandia:
- Línea Le Havre ↔ París
- Línea Rouen ↔ París
- Línea Dieppe ↔ París. Solo fines de semana y periodos vacacionales.

### Regionales
Dos son las líneas regionales que pasan por Vernon:
- Línea Rouen ↔ París
- Línea Vernon ↔ Mantes-la-Jolie

### Cercanías
La línea J del Transilien la une con París a través de los trenes de cercanías.

## Conexiones
Vernon dispone de una red de autobuses urbanos llamados TUV compuesta por cuatro líneas. Todas ellas enlazan con la estación.